# Air Wisconsin
Air Wisconsin Airlines Corporation, що діє під Air Wisconsin Airlines і United Airlines/HDNOZ, — регіональна авіакомпанія Сполучених Штатів Америки, що базується в Регіональному аеропорту округу Атагама, Грінвілл (Вісконсин), США.
Компанія працює під торговою маркою (брендом) US Airways Express магістральної авіакомпанії US Airways, виконуючи рейси в аеропорти 70 міст США і Канади на реактивних літаках регіонального класу. В ролі вузлових аеропортів Air Wisconsin Airlines використовує Національний аеропорт Вашингтона імені Рональда Рейгана і Міжнародний аеропорт Філадельфії. Авіакомпанія також здійснює наземне сервісне обслуговування для компаній United Airlines і Northwest Airlines в тридцяти аеропортах США.

## Історія
Авіакомпанія Air Wisconsin була заснована в 1965 році з метою забезпечення регулярного авіасполучення між містами Чикаго і Епплтон (штат Вісконсин) і почала комерційні перевезення 23 серпня 1965 року.
У 1985 році відбулося об'єднання Air Wisconsin з невеликим перевізником Mississippi Valley Airlines, об'єднана авіакомпанія продовжила свою діяльність під брендом Air Wisconsin. У 1990 році компанія придбала денверську авіакомпанію Aspen Airways, а рік потому була сама придбана магістральної авіакомпанії United Airlines, згодом продовживши комерційні перевезення під торговою маркою United Express і ставши найбільшим регіональним авіаперевізником США в 1980-х роках.
У 1993 році Air Wisconsin була продана керуючої компанії CJT Holdings і перейменована в Air Wisconsin Airlines Corporation (AWAC), оскільки колишній власник United Airlines в той час зберігав права на торговельну марку Air Wisconsin. У лютому 1998 року CJT Holdings поглинає чергового авіаперевізника Mountain Air Express і розширює маршрутну мережу перевезень у напрямку західної частини країни. У цей же час AWAC працює під торговою маркою AirTran JetConnect регіональної авіакомпанії AirTran Airways, проте в липні 2004 року компанії розривають партнерський договір.
Незважаючи на значні поступки в переговорах з профспілками, Air Wisconsin виявилася не в стані забезпечити довгострокове партнерство і виконати ряд умов United Airlines, і в квітні 2005 року Юнайтед розірвала код-шерінговий договір і угода на використання торговельної марки United Express. Останній рейс авіакомпанії під брендом United Express відбувся 16 квітня 2006 року.
В кінці 2006 року Air Wisconsin проінвестувала 175 мільйонів доларів США в комерційну діяльність іншої авіакомпанії US Airways, в результаті чого між авіакомпаніями був укладений договір на використання торговельної марки регіональних перевезень US Airways Express. Тепер AWAC працює виключно під цим брендом, використовуючи як хаби перевезень Національний аеропорт Вашингтона імені Рональда Рейгана і Міжнародний аеропорт Філадельфії.
Станом на березень 2007 року в авіакомпанії працювало 2294 співробітників.

## Напрямки польотів

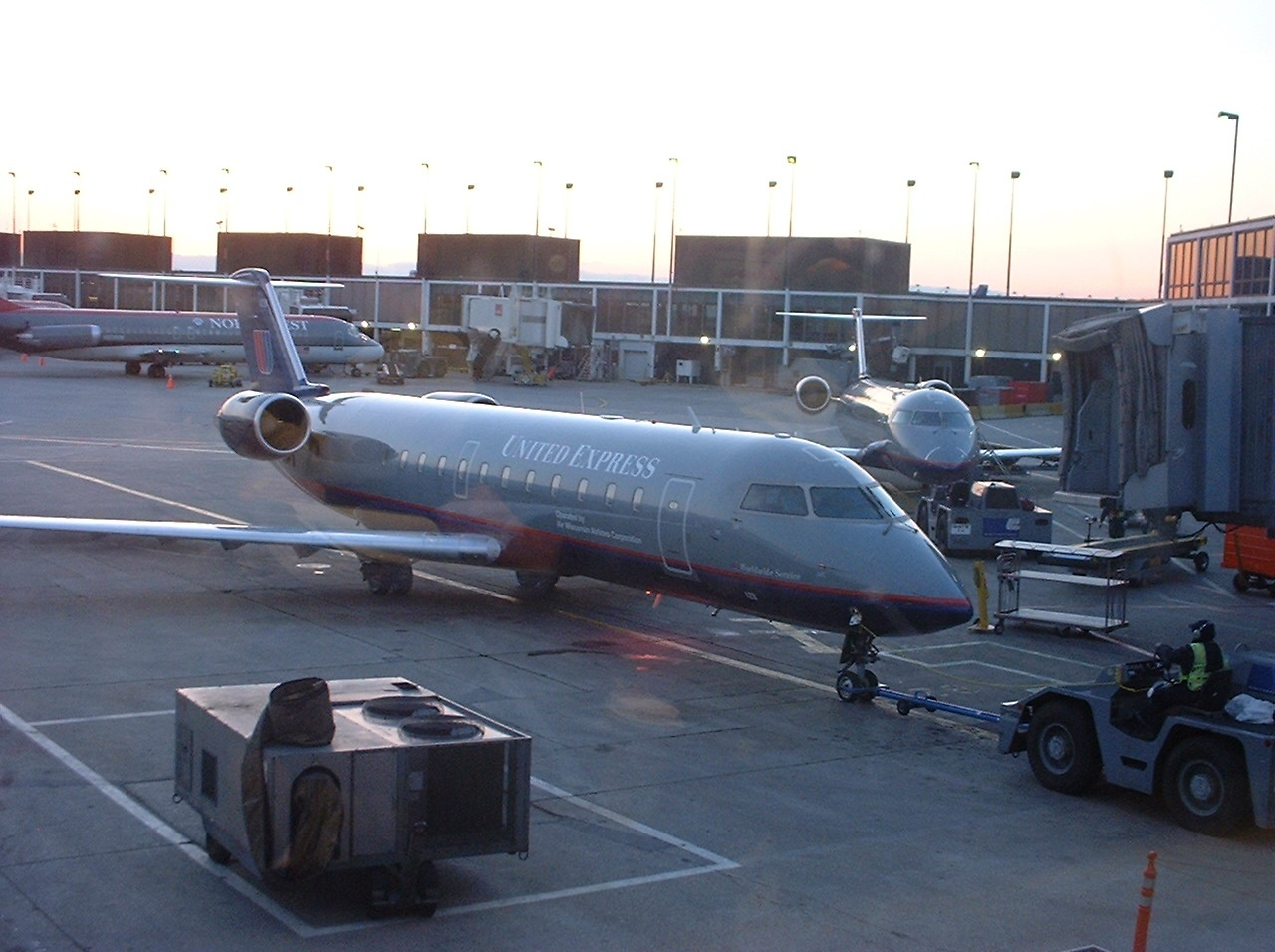
CRJ авіакомпанії Air Wisconsin, руління на зліт в Міжнародному аеропорту о'хара, Чикаго

## Пілотні бази
В даний час авіакомпанія Air Wisconsin містить бази для своїх екіпажів в таких аеропортах США:
- Філадельфія — Міжнародний аеропорт Філадельфії
- Арлінгтон — Національний аеропорт Вашингтона імені Рональда Рейгана
- Норфолк — Міжнародний аеропорт Норфолк
- Нью-Йорк — Аеропорт Ла Гуардіа
- Ролі/Дарем — Міжнародний аеропорт Ролі/Дарем

## Флот
Станом на березень 2007 року повітряний парк Air Wisconsin складався з таких літаків:

## Авіаподії і нещасні випадки
- 29 червня 1972 року. Рейс 671 Чикаго—Шебойган—Епплтон. Літак De Havilland Canada DHC-6 Twin Otter (реєстраційний номер N4043B) Air Wisconsin зіткнувся в повітрі з Convair 580 авіакомпанії North Central Airlines. Обидва лайнери заходили на посадку в аеропорту Епплтона в умовах візуального контролю, екіпажі обох літаків не змогли визначити місцезнаходження один одного. Загинуло 13 осіб.[5][6]
- 12 червня 1980 року. Рейс 965 Епплтон-Міннеаполіс-Лінкольн, Fairchild Swearingen Metroliner, реєстраційний номер N6505. У режимі польоту в грозових умовах стався відмова обох двигунів, літак не зміг спланувати знизу і розбився. Загинули всі 12 осіб.[7][8]